# Pascal Fioretto
Pascal Fioretto est un journaliste, écrivain, chroniqueur, scénariste et prête-plume français né le 30 avril 1962 à Saint-Étienne.

## Biographie
Il travaille actuellement pour le mensuel humoristique Fluide glacial. Il a également participé au groupe de pasticheurs Jalons, sous le pseudonyme de Docteur Sam Bloch. Son ouvrage parodique Et si c'était niais est sorti en 2007. La Joie du bonheur d'être heureux a été publié en 2008.
En 2010, il reçoit le prix Tortoni pour son recueil de pastiches L'Élégance du maigrichon.
Depuis 2010, il est coauteur de la chronique quotidienne de Laurent Gerra sur RTL.
En 2012, il sort, sous le pseudonyme de Natacha Braque, un recueil intitulé Rivegauchez-vous!, pastiche de manifeste dont le titre parodie le Indignez-vous! de Stéphane Hessel.

## Quelques romans

### Janvier 2007: le romanLe pacte secret, écrit avecAlbert Algoud
C'est un roman humoristique publié en 2007 et se déroulant en 2004. Son titre, Le pacte secret, fait référence à une alliance de fiction entre Nicolas Sarkozy, ministre des Finances, et Ségolène Royal, personnalité politique de Poitou-Charentes, qui seront tous deux candidats à l'Élection présidentielle française de 2007. Dans le roman, ils veulent découvrir qui est le mystérieux informateur de Nicolas Sarkozy. Il semble que cet informateur soit un personnage historique décédé depuis deux siècles. Michel Charasse refuse de les aider dans leur enquête.
Le roman fait aussi intervenir une famille où l'hérédité se transmet de mère en fille, le caractère héréditaire étant celui d'être la maîtresse de celui qui dirige la France. Bien évidemment, la maîtresse de Félix Faure est citée (c'est celle qui, selon la légende, provoqua involontairement la mort de celui-ci lors d'une étreinte amoureuse). Le président Paul Deschanel est aussi cité (lui aussi est légendaire, pour sa chute de train).

### Août 2007: le romanEt si c'était niais?
Le roman Et si c'était niais ? pastiche l'œuvre de plusieurs écrivains ; ce sont, par ordre alphabétique :
- Christine Angot
- Frédéric Beigbeder
- Anna Gavalda : pastiche de son roman Ensemble, c'est tout ; une mère à la retraite, sans un sou, que son fils oublie d'aller voir. Sa bru enceinte allume malencontreusement sa cigarette alors que la vieille dame avait ouvert en grand sa bouteille de gaz.
- Jean-Christophe Grangé, auteur de romans policiers.
- Bernard-Henri Lévy
- Marc Lévy : pastiche de son roman Et si c'était vrai... .
- Amélie Nothomb : Pascal Fioretto pastiche Métaphysique des tubes.
- Jean d'Ormesson : Il est présenté comme un incorrigible bavard.
- Fred Vargas
- Bernard Werber : Pascal Fioretto pastiche les romans de Werber sur les fourmis et ceux qui parlent de la vie après la mort (Les Thanatonautes) ; un policier cherche sa femme enceinte, morte dans un accident de scooter, puis avec l'aide de son beau-père, scientifique de renom, il remonte toute la file d'attente des gens décédés, en utilisant sans vergogne sa carte de policier.
- Il pastiche aussi Pascal Sevran, présentateur de la télévision française.

L'éditeur Chifflet & Cie est lui-même parodié dans ce livre. Enfin, Pascal Fioretto pastiche aussi les nègres littéraires de cette maison d'édition (il est lui-même un ancien écrivain) : ils sont enfermés dans une cave, l'un d'eux s'est échappé et kidnappe les grands écrivains, mais seul Jean d'Ormesson a droit à sa pitié (ou peut-être que son bavardage fait fuir le psychopathe).
Dans son épilogue, le narrateur indique avoir pris du plaisir à la lecture de quelques-uns des auteurs parodiés dans l'ouvrage.
Le slogan affiché sur le livre est : « La rentrée littéraire assassinée ! »

### 2008: le romanLa joie du bonheur d'être heureux
Un pastiche des spécialistes du développement personnel.

### 2009:L'élégance du maigrichon
L'élégance du maigrichon est un pastiche du roman L'Élégance du hérisson de Muriel Barbery, paru en 2006.

### 2021:L’Anomalie du train 006
L’Anomalie du train 006 est un pastiche du roman L'Anomalie d'Hervé Le Tellier, paru en 2020. Il met en scène des écrivains qui se rendent au salon du livre de Brive-la-Gaillarde et dont le train va se dédoubler (dans le roman original, c'est un avion qui se dédouble pour une raison inconnue). Les six écrivains présents dans le train, dont le style est pastiché au fil des différents chapitres, sont Joël Dicker, Virginie Despentes, Emmanuel Carrère, Aurélie Valognes, Sylvain Tesson et Hervé Le Tellier.

## Œuvre

### Bande dessinée
- Di Cazzo (scénario), avec Al Coutelis (dessin) :

1. Di Cazzo va tous les niquer, AUDIE, coll. « Fluide glacial », 2002  (ISBN 2-85815-346-9)[3].
2. Di Cazzo contre les Maîtres du Monde, Mosquito, 2010  (ISBN 2-352-83035-4).

- Les Inconnus : Les Zinédits (scénario), avec Jacky Clech' (dessin), Éditions Albin Michel, 2007  (ISBN 978-2-226-14318-1).

### Essais et romans
- Gay Vinci Code, Chiflet & Cie, 2006  (ISBN 2-35164-009-8)

Le titre fait référence au Da Vinci Code, le best-seller de Dan Brown ayant eu 30 millions de lecteurs
- Le Pacte secret, coécrit avec Albert Algoud, Albin Michel, 2007  (ISBN 2-226-17370-6)
- Et si c’était niais ?, Chiflet & Cie, 2007  (ISBN 2-35164-031-4)
- La Joie du bonheur d’être heureux, Chiflet & Cie, 2008  (ISBN 978-2266199988)
- L’Élégance du maigrichon, Chiflet & Cie, 2009
- La France vue du sol, en collaboration avec Vincent Haudiquet et Bruno Léandri, Chiflet & Cie, 2009  (ISBN 978-2-3516-4069-2 et 2-3516-4069-1)
- Petit dictionnaire énervé de nos vies de cons, collection Petit dictionnaire énervé, éditions de l'Opportun, 2010  (ISBN 2-36075-010-0).
- Moi, Pascal F. (Congelé, tsunamié, élevé par les loups, presque chauve…), Chiflet & Cie, 2011, 173 p.  (ISBN 978-2-351-64143-9).
- Rivegauchez-vous!, sous le pseudonyme de Natacha Braque, Éditions de l'Opportun, 2012  (ISBN 978-2360751945)
- Un condamné à rire s’est échappé, Paris, Éditions Plon, 2014  (ISBN 978-2-259-22741-4)
- Nos vies de cons - de A à Z, Les Éditions de l'Opportun, 2017  (ISBN 978-2-360-75502-8)  (ISBN 978-2360755028)
- Mélatonine, Paris, Éditions Robert Laffont, 2019  (ISBN 978-2221243237), pastiche des romans de Michel Houellebecq
- L’Anomalie du train 006, Lausanne, Éditions Herodios, 2021  (ISBN 978-2-940666-29-4)